# Microsema plagiata
Microsema plagiata là một loài bướm đêm trong họ Geometridae.